# Sessismo interiorizzato
Il termine sessismo interiorizzato o introiettato o implicito indica quei comportamenti e atteggiamenti posti in essere dalle donne nei confronti di sé stesse o di altre donne che ripropongono gli schemi della narrativa misogina e machista.
Il sessismo interiorizzato ricade nel più ampio complesso delle oppressioni interiorizzate, ovvero di quei comportamenti e atteggiamenti oppressivi che si verificano anche in assenza dell’oppressore.